# Patinaje de velocidad en pista corta en los Juegos Olímpicos
El Patinaje de velocidad en pista corta en los Juegos Olímpicos de Invierno se realiza desde la edición de Albertville 1992.
Tras el Campeonato Mundial de Patinaje de Velocidad en Pista Corta es la máxima competición internacional de este deporte. Es organizado por el Comité Olímpico Internacional (COI), junto con la Unión Internacional de Patinaje sobre Hielo (ISU).

## Pruebas
En el programa de los últimos Juegos ( Pekín 2022) se disputaron 10 pruebas, 5 masculinas y 5 femeninas y una mixta:
| Masculino | Femenino |
| --------- | -------- |
| 500 m     | 500 m    |
| 1000 m    | 1000 m   |
| 1500 m    | 1500 m   |
| 3000 m    | 3000 m   |
| 5000 m    | 3000 m   |

## Ediciones
| Núm.  | Año                 | Sede                             | Instalación                               |
| ----- | ------------------- | -------------------------------- | ----------------------------------------- |
| I     | Albertville 1992    | Albertville ( Francia)           | Anillo Olímpico                           |
| II    | Lillehammer 1994    | Hamar ( Noruega)                 | Pabellón Olímpico de Hamar                |
| III   | Nagano 1998         | Nagano ( Japón)                  | M-Wave                                    |
| IV    | Salt Lake City 2002 | Salt Lake City ( Estados Unidos) | Óvalo Olímpico de Utah                    |
| V     | Turín 2006          | Turín ( Italia)                  | Oval Lingotto                             |
| VI    | Vancouver 2010      | Richmond ( Canadá)               | Óvalo Olímpico de Richmond                |
| VII   | Sochi 2014          | Sochi ( Rusia)                   | Arena de Adler                            |
| VIIII | Pyeongchang 2018    | Pyeongchang ( Corea del Sur)     | Oval de Gangneung                         |
| XIX   | Pekín 2022          | Pekín ( China)                   | Estadio Nacional de Patinaje de Velocidad |

## Medallero histórico
- Actualizado hasta Pekín 2022.

| Rank | Nacionalidad               | Oro | Plata | Bronce | Total |
| ---- | -------------------------- | --- | ----- | ------ | ----- |
| 1    | Corea del Sur              | 26  | 16    | 11     | 53    |
| 2    | República Popular China    | 12  | 16    | 9      | 37    |
| 3    | Canadá                     | 10  | 13    | 14     | 37    |
| 4    | Estados Unidos             | 4   | 7     | 9      | 20    |
| 5    | Italia                     | 3   | 6     | 6      | 15    |
| 6    | Países Bajos               | 3   | 3     | 3      | 9     |
| 7    | Rusia                      | 3   | 1     | 1      | 5     |
| 8    | Hungría                    | 2   | 0     | 2      | 4     |
| 9    | Japón                      | 1   | 0     | 2      | 3     |
| 10   | Australia                  | 1   | 0     | 1      | 2     |
| 11   | Bulgaria                   | 0   | 2     | 1      | 3     |
| 12   | ROC - Comité Olímpico Ruso | 0   | 1     | 1      | 2     |
| 13   | Bélgica                    | 0   | 0     | 1      | 1     |
| 14   | Reino Unido                | 0   | 0     | 1      | 1     |
| 15   | Corea del Norte            | 0   | 0     | 1      | 1     |
| 16   | Atletas Olímpicos de Rusia | 0   | 0     | 1      | 1     |
| 17   | Equipo Unificado           | 0   | 0     | 1      | 1     |